# Seattle SuperSonics 2002-2003
La stagione 2002-03 dei Seattle SuperSonics fu la 36ª nella NBA per la franchigia.
I Seattle SuperSonics arrivarono quinti nella Pacific Division della Western Conference con un record di 40-42, non qualificandosi per i play-off.

## Roster
| N° | Naz.                   | Ruolo | Sportivo            | Anno | Alt. | Peso |
| -- | ---------------------- | ----- | ------------------- | ---- | ---- | ---- |
| 5  | Stati Uniti (bandiera) | A     | Ansu Sesay          | 1976 | 206  | 102  |
| 7  | Stati Uniti (bandiera) | A     | Rashard Lewis       | 1979 | 208  | 98   |
| 8  | Stati Uniti (bandiera) | G     | Kevin Ollie         | 1972 | 193  | 88   |
| 9  | Ucraina (bandiera)     | C     | Vitalij Potapenko   | 1975 | 208  | 127  |
| 14 | Jugoslavia (bandiera)  | C     | Predrag Drobnjak    | 1975 | 211  | 122  |
| 15 | Stati Uniti (bandiera) | G     | Ronald Murray       | 1979 | 193  | 86   |
| 17 | Stati Uniti (bandiera) | G     | Kenny Anderson      | 1970 | 183  | 76   |
| 20 | Stati Uniti (bandiera) | G     | Gary Payton         | 1968 | 193  | 82   |
| 24 | Stati Uniti (bandiera) | G     | Desmond Mason       | 1977 | 201  | 102  |
| 31 | Stati Uniti (bandiera) | G     | Brent Barry         | 1971 | 198  | 84   |
| 33 | Stati Uniti (bandiera) | C     | Jerome James        | 1975 | 213  | 136  |
| 34 | Stati Uniti (bandiera) | G     | Ray Allen           | 1975 | 196  | 93   |
| 34 | Stati Uniti (bandiera) | A     | Reggie Evans        | 1980 | 203  | 111  |
| 40 | Stati Uniti (bandiera) | G     | Joseph Forte        | 1981 | 193  | 88   |
| 41 | Stati Uniti (bandiera) | C     | Elden Campbell      | 1968 | 211  | 98   |
| 52 | Stati Uniti (bandiera) | C     | Calvin Booth        | 1976 | 211  | 104  |
| 77 | Jugoslavia (bandiera)  | A     | Vladimir Radmanović | 1980 | 208  | 103  |

## Staff tecnico
- Allenatore: Nate McMillan
- Vice-allenatori: Dwane Casey, Dean Demopoulos, Bob Weiss